# مونت فالين (كيبك)
مونت فالين (بالإنجليزية: Mont-Valin, Quebec)‏ هي unorganized area of Canada تقع في كندا في Le Fjord-du-Saguenay. يقدر عدد سكانها بـ 5 نسمة ومساحتها 38,032.30 كم2 .